# مايو هيبي
مايو هيبي مواليد 3 أبريل 1996 في تويوناكا، اليابان، هي لاعبة كرة مضرب يابانية تلعب باليد اليمنى وتحتل حالياً المرتبة 184 (أبريل 4, 2016) في تصنيف رابطة محترفات كرة المضرب. أعلى تصنيف لها في الفردي كان 170. أعلى تصنيف لها في الزوجي كان 378.

## النهائيات

### الفردي (4–1)
| الحصيلة | الرقم | التاريخ        | الدورة                              | الأرضية | المنافس                | النتيجة       |
| ------- | ----- | -------------- | ----------------------------------- | ------- | ---------------------- | ------------- |
| الفوز   | 1.    | مايو 28, 2012  | هيلتون هيد أيلاند، الولايات المتحدة | صلبة    | جيسيكا مور             | 6–3, 6–1      |
| الفوز   | 2.    | يونيو 3, 2013  | لاس كروسيس، الولايات المتحدة        | صلبة    | بترا رامبري            | 6–3, 6–0      |
| الفوز   | 3.    | يوليو 1, 2013  | ساكرامنتو، الولايات المتحدة         | صلبة    | ماديسون برينجل         | 7–5, 6–0      |
| الوصافة | 1.    | أغسطس 18, 2014 | وينيبيغ, كندا                       | صلبة    | باتريسيا ماير أخلايتنر | 2–6, 2–6      |
| الفوز   | 4.    | يونيو 15, 2015 | سمتر، الولايات المتحدة              | صلبة    | لورين إمبري            | 6–4, 3–6, 6–4 |

### الزوجي (0–3)
| الحصيلة | الرقم | التاريخ       | الدورة                       | الأرضية | الشريك           | المنافس                               | النتيجة               |
| ------- | ----- | ------------- | ---------------------------- | ------- | ---------------- | ------------------------------------- | --------------------- |
| الوصافة | 1.    | مايو 21, 2012 | سمتر، الولايات المتحدة       | صلبة    | إليزابيث فيريس   | يان أبازا نيكولا سلاتر                | 6–7(1–7), 3–6         |
| الوصافة | 2.    | يونيو 3, 2013 | لاس كروسيس، الولايات المتحدة | صلبة    | أناميكا بهارجافا | ماريا فرناندا ألفاريز تيران كيري وونغ | 2–6, 2–6              |
| الوصافة | 3.    | أبريل 6, 2015 | ليون، المكسيك                | صلبة    | كيم جراجديك      | ماريا فرناندا ألفيس دانييل لاو        | 7–5, 6–7(5–7), [4–10] |

## روابط خارجية
- مايو هيبي على موقع رابطة محترفات التنس (الإنجليزية)
- مايو هيبي على موقع الاتحاد الدولي لكرة المضرب (الإنجليزية)
- مايو هيبي على موقع خلاصة التنس.كوم (الإنجليزية)
- مايو هيبي على موقع إي إس بي إن.كوم (الإنجليزية)